# LibreSSL
LibreSSL (zeitweise auch LibReSSL) ist eine freie Implementierung des Verschlüsselungsprotokolls Transport Layer Security, ursprünglich Secure Sockets Layer (SSL).
Um den Quellcode der OpenSSL-Bibliothek im Zuge der Nachlese um das Heartbleed-Sicherheitsproblem in OpenSSL von nicht benötigten Zusatzfunktionen, redundanten Bestandteilen (zum Beispiel zur Speicherverwaltung) und anderen betriebssystemspezifischen Altlasten zu befreien, erstellte das OpenBSD-Team um Theo de Raadt den Fork LibreSSL. Dabei reduzierte man den Umfang des Quellcodes von OpenSSL 1.0.1g. Mehr als 90.000 Zeilen C-Code und 150.000 Zeilen weiterer Inhalte wurden entfernt (Stand 21. Mai 2014). Auch die FIPS-Unterstützung wurde entfernt. LibreSSL blieb komplett API-kompatibel; alle 8.700 bei OpenBSD mitgelieferten Ports lassen sich auch mit LibreSSL kompilieren.
LibreSSL sollte zunächst für OpenBSD 5.6 verfügbar werden und später auch auf andere Plattformen portiert werden; seit der Veröffentlichung von LibreSSL 2.0.0 ist die Bibliothek offiziell auch unter FreeBSD, Solaris, Linux und macOS lauffähig.
Im Rahmen der Portierung auf Linux wurde im Juli 2014 ein Problem im Zufallszahlengenerator des Kernels deutlich, was zu Kontroversen und schließlich zur Implementierung eines neuen System-Aufrufs getrandom() im Linux-Kernel führte.